# حمض الزرنيخيك
 حمض الزرنيخيك  مركب كيميائي له الصيغة H3AsO4، كما يكتب على الشكل AsO(OH)3، ويكون على شكل بلورات بيضاء شفافة وعديمة الرائحة لها خاصة استرطاب عالية، لذلك فإنه غالباً ما يوجد على شكل محاليل مائية لصعوبة فصله عن هيدراته. تسمى أملاح حمض الزرنيخيك بالزرنيخات.

## الخواص
- يعد حمض الزرنيخيك من الأحماض اللاعضوية متوسطة القوة، وهو يقارن بخواصه مع حمض الفوسفوريك. لحمض الزرنيخيك ثلاثة بروتونات، وتكون ثوابت تفكك الحمض كالتالي:

H3AsO4  H2AsO−
4  +  H+  (K1 = 10−2.19)
H2AsO−
4  HAsO2−
4  +  H+  (K2 = 10−6.94)
HAsO2−
4  AsO3−
4  +  H+  (K3 = 10−11.5)
- ينحل حمض الزرنيخيك في الماء بشكل متوسط، ولبلوراته قدرة على الاسترطاب حيث يشكل الهيدرات H3AsO4 · ½H2O بالإضافة إلى  H3AsO4 · 2H2O.  والتي يؤدي تسخينها إلى درجات حرارة تتجاوز 100°س إلى نزع جزيئات الماء من البنية،[4] إلا أنه يتفكك إلى أكسيد الزرنيخ الخماسي.
- يكون لحمض الزرنيخيك رباعية السطوح، لها مجموعة تناظر من النمط C3v، وتتراوح طول الرابطة As-O بين 1.66 إلى 1.71 Å.[5]

## التحضير
يحضر حمض الزرنيخيك من حلمهة أكسيد الزرنيخ الخماسي، إلا أن التفاعل يكون بطيئاً وينزاح التوازن نحو الجهة اليسرى من التفاعل:
As2O5 + 3H2O ⇌ 2H3AsO4
يمكن إجراء عملية التحضير بطريقة أخرى وذلك بمعالجة فلز الزرنيخ أو أكسيده بحمض النتريك المركز، ونحصل في هذه الحالة على هيدرات حمض الزرنيخيك:
As + 5HNO3 → H3AsO4 + 5NO2 + H2O
As2O3 + 2HNO3 + 3H2O → 2H3AsO4.0.5H2O + N2O3
أما الهيدرات الثنائية (H3AsO4 . 2H2O) فلا يُحصل عليها إلا بإجراء عملية التبلور على عدة أيام وعند درجة حرارة منخفضة تصل إلى - 30°س.

## الاستخدامات
تنحصر استخدامات حمض الزرنيخيك في المختبرات الكيميائية وذلك نظراً لسميته. فهو يستخدم مثلاً لتحضير بعض مركبات الزرنيخ مثل حمض الأرسانيليك وذلك من التفاعل مع الأنيلين.